# 無·果
《無·果》，是中國大陸女歌手兼音樂製作人、作詞、作曲、演員的严艺丹發行的首张个人专辑，於2012年12月12日发行，在全球36国同步发行。全部的作品幾乎都是热播電視剧的主题曲、插曲、片尾曲，新專輯一共收錄10首創作歌曲。嚴藝丹也因2011年演唱《步步驚心》片尾曲《三寸天堂》而聲名大噪。

## 專輯介紹
從未出過一張專輯的她，她是個獨立音樂人-嚴藝丹，《無·果》是她的人生中第一張專輯，而她的音樂風格為抒情，但曾經寫過多首扣人心弦的歌曲，如:三寸天堂、等你的季节、一念執著、留香、流恋、无常......，温暖和伤心的日子裡，她都在你身邊，可她卻為自己的專輯命名為《無·果》。因為她曾經說過:“無即是有，果亦是花。”「無·果」其实是你心中有過的花。

## 曲目列表
| 曲序 | 曲目                                 | 作詞   | 作曲   | 備註                             | 時間長 |
| ---- | ------------------------------------ | ------ | ------ | -------------------------------- | ------ |
| 1    | 天命 Destiny                         | 嚴藝丹 | 嚴藝丹 |                                  | 03:34  |
| 2    | 無·果 No Fruit                       | 嚴藝丹 | 赵博   | 《新白发魔女傳》插曲             | 04:56  |
| 3    | 唐凰一梦 A Dream Of Tanghuang        | 嚴藝丹 | 嚴藝丹 | 《梦回唐朝》片头曲               | 02:44  |
| 4    | 念 Thought                           | 嚴藝丹 | 嚴藝丹 | 《梦回唐朝》片尾曲               | 03:30  |
| 5    | 诺 Promise                           | 嚴藝丹 | 罗俊霖 | 《凰图腾》片頭曲                 | 05:06  |
| 6    | 问月 Ask The Month                   | 嚴藝丹 | 罗俊霖 | 《凰图腾》插曲                   | 04:00  |
| 7    | 痴梦 Daydream                        | 嚴藝丹 | 嚴藝丹 | 《凰图腾》片尾曲                 | 03:32  |
| 8    | 一念执着 The Persistence Of Thoughts | 嚴藝丹 | 嚴藝丹 | 《步步驚心》片頭曲、插曲         | 04:26  |
| 9    | 等你的季节 Waiting For You           | 嚴藝丹 | 嚴藝丹 | 《步步驚心》插曲、最後一集片尾曲 | 04:06  |
| 10   | 三寸天堂 Three Inches Of Heaven      | 嚴藝丹 | 嚴藝丹 | 《步步驚心》主題曲、插曲、片尾曲 | 04:49  |

## 宣傳活動
- 2012年12月18日在北京舉行新聞發布會
- 2013年5月25日在天津滨海区舉行專輯簽售會

## 內部連結
- 嚴藝丹
- 三寸天堂